# 上海公交隧道三线
隧道三线是上海市的一条由浦东上南公交运营的过江公交线路。从上海火车站至博山东路龙居路共21站。
1988年12月29日，隧道三线开线，从上海火车站经延安路隧道至乳山新村。后开通专线车ZX隧道三线，以及之后更名为584路。
2012年7月24日，隧道三线与584路合并。584路更名隧道三线，原隧道三线更名为浦东21路。合并后原终点站其昌栈渡口改为博山东路龙居路。

## 路线基本资料

### 服务时间
- 博山东路龙居路：05:30-22:40
- 上海火车站南广场：05:25-23:37
- 发车间隔：8-20分钟

### 收费
单一票价2元，实行公交换乘优惠。

### 停站
- 上行：博山东路龙居路 - 博山东路罗山路 - 泾东新村 - 建平中学 - 崮山路羽山路 - 羽山路南洋泾路 - 羽山路泾南公园 - 羽山路苗圃路 - 羽山路民生路 - 羽山路桃林路 - 源深体育中心 - 潍坊路松林路 - 潍坊路东方路 - 崂山路张杨路 - 第一八佰伴 - 浦东南路东昌路站 - 东方医院 - 福建中路延安东路 - 福州路浙江中路 - 人民广场福州路 - 海宁路晋元路 - 上海火车站南广场
- 下行：上海火车站南广场 - 海宁路晋元路 - 人民广场广东路 - 延安东路浙江中路 -世纪大道浦东南路- 浦东南路东昌路 - 第一八佰伴 - 张杨路崂山路 - 张杨路福山路 - 张杨路源深路 - 源深体育中心 - 羽山路桃林路 - 羽山路民生路 - 羽山路苗圃路 - 羽山路南洋泾路 - 崮山路羽山路站 - 建平中学 - 泾东新村站 - 博山东路罗山路 - 博山东路龙居路